# 나비 부인

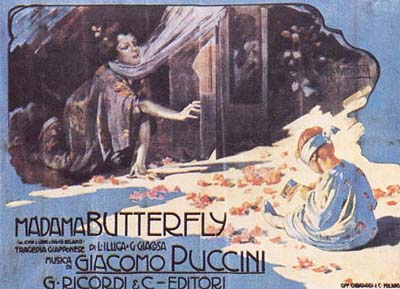
나비 부인 초연 당시 포스터

《나비 부인》(이탈리아어: Madama Butterfly)은 자코모 푸치니가 작곡한 3막(개정 전 2막) 오페라로, 루이지 일리카와 주세페 자코사가 이탈리아어 리브레토를 썼다.
이 작품은 존 루터 롱의 단편 소설 〈마담 버터플라이〉(1898년)를 바탕으로 하고 있다. 롱의 소설은 누이 제니 코렐이 들려준 이야기와 피에르 로티의 반자전적 프랑스 소설 《마담 크리장템》(1887년)에 기반을 두고 있다. 롱의 버전은 데이비드 벨라스코가 1막짜리 연극 《마담 버터플라이: 일본의 비극》으로 각색하였고, 이 연극은 1900년 뉴욕에서 초연된 후 런던으로 옮겨갔는데, 푸치니는 그해 여름 런던에서 이 연극을 관람하였다.
오페라의 원작 2막 버전은 1904년 2월 17일 밀라노의 라 스칼라에서 초연되었다. 소프라노 로지나 스토르키오, 테너 조반니 체나텔로, 바리톤 주세페 데 루카와 같은 유명 가수들이 주역을 맡았음에도 불구하고 좋지 않은 반응을 얻었다. 이는 부분적으로 푸치니가 작품을 늦게 완성하여 충분한 리허설 시간을 갖지 못했기 때문이었다. 푸치니는 오페라를 수정하여 2막을 둘로 나누고 허밍 합창을 3막으로 가는 다리 역할로 사용하는 등 여러 변화를 주었다. 그 결과 1904년 5월 28일 브레시아에서의 첫 공연을 시작으로 성공을 거두게 되었다.

## 버전
푸치니는 이 오페라의 5가지 버전을 작곡하였다. 1904년 2월 17일 라 스칼라에서 세계 초연된 원작인 2막 버전은 초연의 실패로 인해 철회되었다. 이후 푸치니는 이를 대폭 수정하여 3막으로 재구성하였다. 이 두 번째 개정판은 1904년 5월 28일 브레시아에서 공연되었고, 솔로미야 크루셸니츠카가 초초상 역을 맡아 큰 성공을 거두었다. 1906년 미국에서 초연된 것이 바로 이 두 번째 버전이었는데, 10월 워싱턴 D.C.에서 먼저 공연되고 이어 11월 뉴욕에서 헨리 새비지의 뉴 잉글리시 오페라 컴퍼니(영어 번역본으로 공연한다는 의미에서 붙여진 이름)가 공연하였다.
1906년 푸치니는 세 번째 개정판을 작곡하였고, 이는 1907년 2월 11일 뉴욕 메트로폴리탄 오페라에서 공연되었다. 같은 해 후반, 푸치니는 관현악 악보와 성악 악보에 여러 변화를 주어 네 번째 개정판을 만들었다.
1907년에 다시 한 번, 푸치니는 오페라에 최종 수정을 가하여 다섯 번째 개정판을 완성하였다. 이 버전이 "표준 버전"으로 알려져 있으며, 오늘날 가장 자주 공연되는 버전이다. 그러나 1904년의 원작 버전도 간혹 공연되는데, 예를 들어 2016년 12월 7일 리카르도 샤이의 지휘로 열린 2016~17년 라 스칼라 시즌 개막 공연에서 상연된 바 있다.

## 공연사
《나비 부인》의 다양한 버전들이 세계 주요 오페라 극장에서 초연된 사례들은 다음과 같다. 이탈리아 외 세계 최초 공연은 1904년 7월 2일 아르투로 토스카니니의 지휘로 부에노스아이레스의 테아트로 데 라 오페라에서 이루어졌다. 영국 최초 공연은 1905년 7월 10일 런던 로열 오페라 하우스 코벤트 가든에서 열렸으며, 미국 최초 공연은 1906년 10월 15일 워싱턴 D.C.의 콜럼비아 극장에서 영어로 상연되었다. 뉴욕 최초 공연은 같은 해 11월 12일 가든 시어터에서 이루어졌다. 메트로폴리탄 오페라의 초연은 1907년 2월 11일에 있었는데, 작곡가의 감독 하에 제럴딘 패러가 초초상 역을, 엔리코 카루소가 핑커턴 역을, 루이즈 호머가 스즈키 역을, 안토니오 스코티가 샤플레스 역을 맡았고 아르투로 비냐가 지휘를 맡았다. 이후 《나비 부인》은 제2차 세계 대전 중 미국과 일본 간의 적대 관계로 인해 1942년부터 1945년까지 공연이 중단된 것을 제외하고는 메트로폴리탄 오페라에서 거의 매 시즌 상연되었다. 호주 최초 공연은 1910년 3월 26일 시드니의 시어터 로열에서 에이미 엘라이자 캐슬스 주연으로 이루어졌다.
1915년부터 1920년 사이, 일본의 가장 유명한 오페라 가수인 미우라 타마키는 초초상 역으로 국제적 명성을 얻었다. 이 가수를 기리는 기념비와 함께 푸치니를 기리는 기념비를 오페라의 배경이 되는 항구 도시 나가사키의 구라바엔(글로버 가든)에서 찾아볼 수 있다.

## 등장인물
| 배역                            | 음역 유형    | 1904년 2월 17일 초연 출연진 지휘자: 클레오폰테 캄파니니 | 1904년 5월 28일 브레이시아 출연진 지휘자: 클레오폰테 캄파니니 |
| ------------------------------- | ------------ | ------------------------------------------------------- | ------------------------------------------------------------- |
| 초초상(나비 부인)               | 소프라노     | 로시나 스토르키오                                       | 솔로미야 크루셸니츠카                                         |
| 하녀 스즈키                     | 메조소프라노 | 주세피나 자코니아                                       | 기오반나 루차셰프스카                                         |
| 미국 해군 중위 B.F. 핑커턴:73–4 | 테너         | 조반니 체나텔로                                         | 조반니 체나텔로                                               |
| 주 나가사키 미국 영사 샤플레스  | 바리톤       | 주세페 데 루카                                          | 비르질리오 벨라티                                             |
| 중매쟁이 고로                   | 테너         | 가에타노 피니코르시                                     | 가에타노 피니코르시                                           |
| 야마도리 공                     | 테너         | 에밀리오 벤투리니                                       | 페르난도 자놀리 갈레티                                        |
| 초초상의 삼촌 본조              | 베이스       | 파올로 불만                                             | 주세페 티시루비니                                             |
| 초초상의 삼촌 야쿠시데          | 베이스       | 안토니오 볼포니                                         | 페르난도 자놀리 갈레티                                        |
| 신관                            | 베이스       | 아우렐리오 비알레                                       | 루이지 볼파니                                                 |
| 호적공무원                      | 베이스       | 에토레 젠나리                                           | 안셀모 페라리                                                 |
| 초초상의 어머니                 | 메조소프라노 | 티나 알라시아                                           | 세레나 파티니                                                 |
| 이모                            | 소프라노     | 불명                                                    | 아델레 베르가마스코                                           |
| 사촌                            | 소프라노     | 팔미라 마지                                             | 카를라 그레멘티에리                                           |
| 케이트 핑커턴                   | 메조소프라노 | 마르게리타 만프레디                                     | 엠마 데치마                                                   |
| 초초상의 아이 돌로레('비애')    | 무언         | 에르실리아 기소니                                       | 에르실리아 기소니                                             |
| 초초상의 친척과 친구, 하인      |              |                                                         |                                                               |

## 시놉시스
시간: 1904년
장소: 일본 나가사키

### 1막

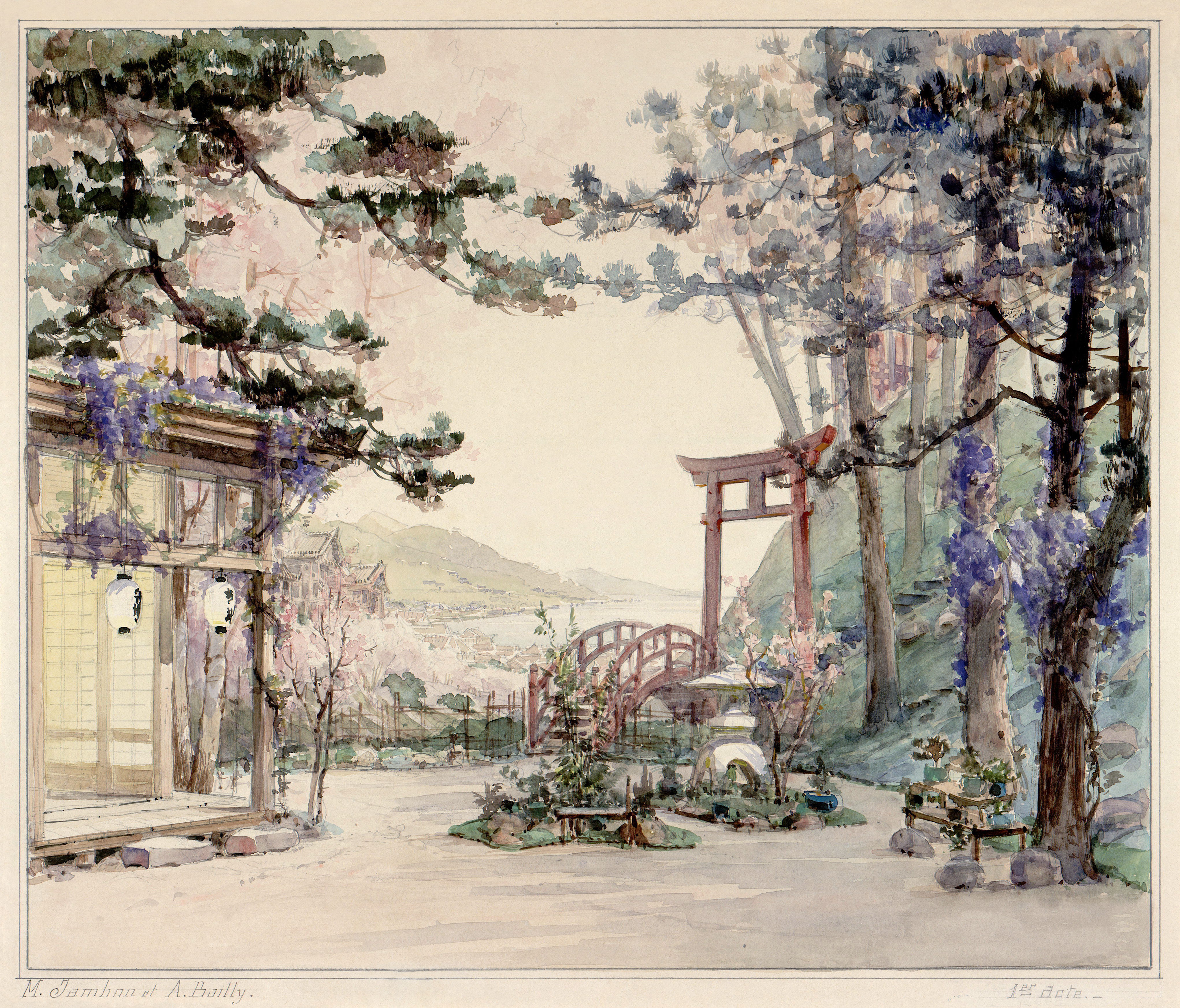
1906년 제1막을 위해 제작된 바일리와 얌본의 세트 디자인

1904년 미국 해군 장교 핑커턴은 자신의 아내가 될 "나비 부인"을 위해 일본 나가사키의 언덕에 있는 집을 빌린다. 그는 이 15세 일본 소녀 초초상(蝶々さん, 나비)과 현지에서의 편의를 위해 결혼하는 것으로, 일본의 이혼법이 매우 느슨하기 때문에, 제대로 된 미국인 아내를 찾게 되면 이 소녀를 떠날 작정이다. 결혼식은 빌린 집에서 치를 예정이다. 나비 부인은 미국인과 결혼한다는 사실에 너무나 들떠 있어서 이미 몰래 기독교로 개종하였다. 결혼식이 끝난 뒤, 나비 부인의 개종 사실을 알게 된 초대받지 않은 본조 삼촌이 집으로 찾아와 그를 저주하고 모든 하객들에게 떠나라고 명령하고, 하객들은 그를 비난하며 떠난다. 핑커턴과 나비 부인은 사랑의 이중창을 부르고 첫날밤을 보낼 준비를 한다.

### 2막

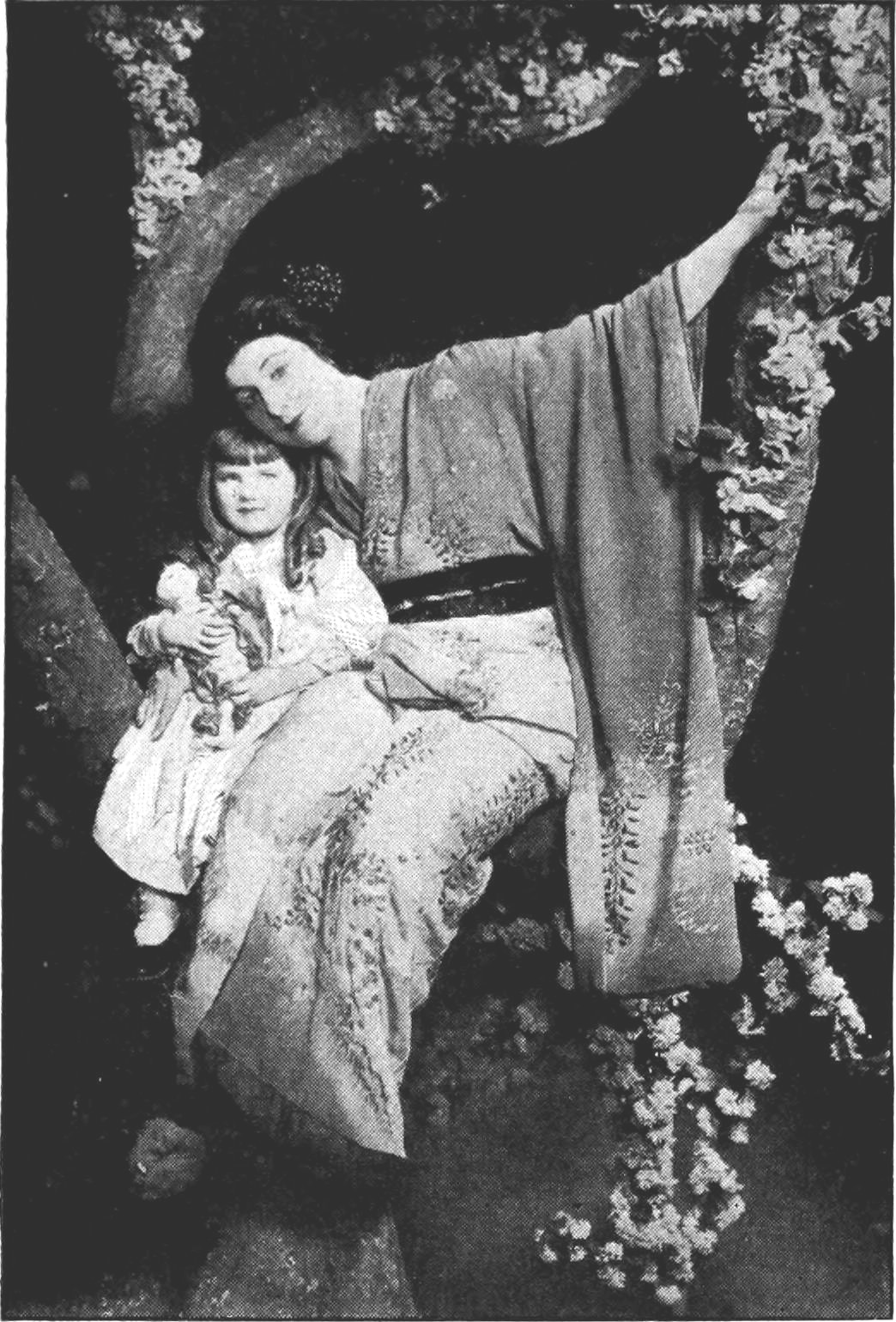
1917년 공연의 나비 부인과 아들 '비애'(돌로레)

3년 후, 나비 부인은 결혼식이 끝난 직후에 떠나버린 핑커턴이 돌아오기를 여전히 기다린다. 하녀 스즈키는 핑커턴이 돌아오지 않을 것이라고 계속해서 설득하지만, 나비 부인은 하녀의 말을 듣지 않는다. 결혼을 주선했던 중매쟁이 고로가 재혼을 하라고 제안하지만, 나비 부인은 그의 말도 듣지 않는다. 미국 영사 샤플레스가 핑커턴에게 받은 편지를 가지고 집을 찾아온다. 샤플레스는 핑커턴이 일본으로 돌아온다는 소식을 전하고자 편지를 가져온 것이지만, 그가 돌아온다는 소식만으로 매우 흥분한 나비 부인의 모습을 보고 차마 편지의 좋지 않은 내용까지 읽어주지는 못한다. 핑커턴이 일본으로 돌아오지 않으면 어떻게 할 것이냐는 샤플레스의 질문에 나비 부인은 핑커턴의 아들을 낳았다고 밝히고 이 사실을 그에게 전해달라고 부탁한다.
나비 부인은 언덕 위의 집에서 항구에 도착하는 핑커턴의 배를 보고, 스즈키와 함께 그의 도착을 준비하고 기다린다. 스즈키와 아이는 잠들지만, 나비 부인은 그가 도착하기를 기다리며 밤을 새운다.

### 3막
스즈키가 아침에 깨어나고 나비 부인은 마침내 잠이 든다. 샤플레스와 핑커턴이 핑커턴의 새로운 미국인 아내인 케이트와 함께 집에 도착한다. 그들은 케이트가 아이를 키우기로 동의했기 때문에 온 것이다. 그러나 핑커턴은 나비 부인이 그의 귀환을 위해 집을 장식한 것을 보고 자신이 큰 실수를 저질렀다는 것을 깨닫는다. 그는 자신이 겁쟁이이며 나비 부인을 직접 대면할 수 없다고 시인하고, 스즈키와 샤플리스, 케이트에게 나비 부인에게 이 소식을 전하도록 한 채 떠난다. 나비 부인은 핑커턴이 직접 자신을 보러 온다면 아이를 포기하겠다고 동의한다. 그 후 그는 불단에 기도를 올리고 아들에게 작별 인사를 한 뒤 아들의 눈을 가린다. 그는 아들의 손에 작은 성조기를 쥐어주고 병풍 뒤로 가서 아버지의 할복 단도로 자신을 찌른다. 핑커턴이 급히 들어오지만 이미 늦었고, 나비 부인은 죽음을 맞이한다.

## 유명한 아리아
- 1막 : 나비 부인의 등장 "Quanto cielo! Quanto mar!" (나비 부인, 합창)
- 저녁이 되었네 "Viene la sera" (나비 부인, 핑커턴)
- 2막 1장 : 어느 갠 날 "Un bel dì vedremo" (나비 부인)
- 안녕, 꽃들의 피난처여 "Addio, fiorito asil" (핀커튼)
- 나비 부인의 죽음 - 명예롭게 죽다 "Con onor muore"

## 같이 보기
- 토머스 블레이크 글로버
- 아와지야 쓰루(淡路屋ツル) - 글로버의 일본인 부인으로서 나비 부인의 모델 인물로 추정되고 있다

## 기타
2024년 8월 15일 광복절 새벽에 KBS가 중계석을 통해 편성하여 논란이 되었다.

### 음악 듣기
- 나비 부인에 사용된 전통 일본 음악, '에치고 지시'를 들어보기: 9번곡